# Verbania
Verbania ( Verbania in dialetto locale) è un comune italiano sparso con una popolazione di 29 871 abitanti, sulla sponda occidentale del lago Maggiore e capoluogo della provincia del Verbano-Cusio-Ossola, in Piemonte; è il centro più popoloso di tutto il bacino del lago Maggiore.
Il comune nacque il 4 aprile 1939 con il Regio decreto n. 702, dall'unione dei comuni di Intra e Pallanza, e divenne capoluogo di provincia nel 1992. Il nome Verbania è un calco del nome latino del Lago Maggiore, Verbanus Lacus. Ha assunto titolo di città a partire dal 2007; precedentemente, sia Intra che Pallanza erano già state insignite di tale titolo.
Parte del suo territorio è compresa nel Parco nazionale della Val Grande.

## Geografia fisica

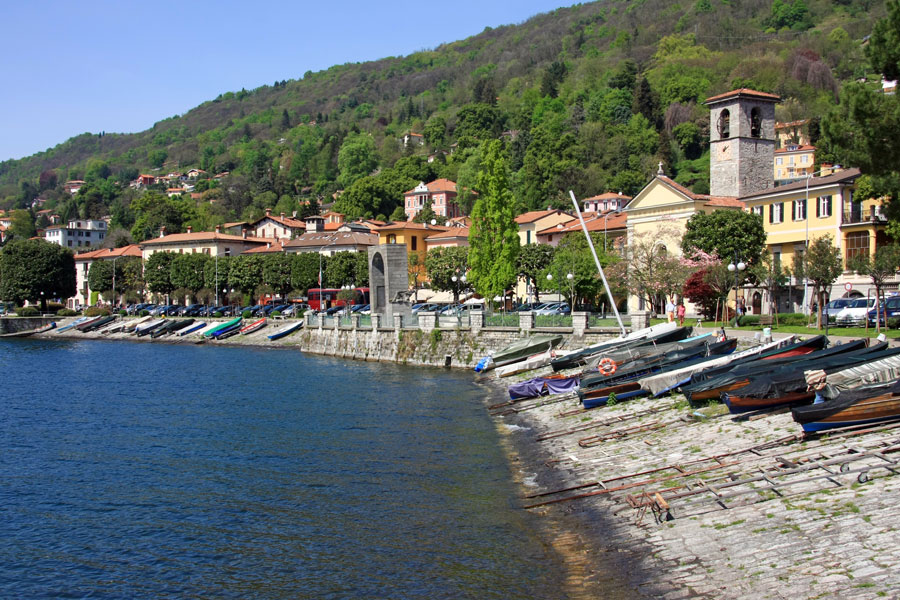
Lungolago di Suna

La città sorge su un promontorio a forma di triangolo al centro del Lago Maggiore che segna l'estremità settentrionale del golfo Borromeo, in cui sfocia il Toce. Sulla sponda sud-occidentale sorgono gli abitati di Pallanza e Suna, verso est, separato dal corso del torrente San Bernardino, si trova l'abitato di Intra, mentre a nord si trova la frazione di Trobaso. Nella fascia collinare sorgono le frazioni di Zoverallo, Antoliva e Biganzolo; sul Monte Rosso, all'interno del Parco nazionale della Val Grande, vi è la frazione Cavandone. Circondata dai monti: a est il monte Rosso, mentre a nord l'aspra area montuosa in cui sorge il Parco Nazionale della Val Grande ed in cui si trovano il monte Zeda (2156 m s.l.m.) ed il pizzo Marona (2051 m s.l.m.) Un'altra riserva naturale, la riserva naturale speciale di Fondotoce, si trova appena fuori dalla città, alla confluenza del Toce nel lago Maggiore.

### Territorio
Il territorio comunale si estende da un'altitudine che va dai 197 metri sulle rive del lago, a 693 metri sulla cima del Monte Rosso, nonostante ciò la maggior parte del centro abitato si estende da 200 a 400 metri, inoltre buona parte del territorio comunale è coperto da boschi e foreste.

### Idrografia
La città, oltre ad affacciarsi sul lago Maggiore, è attraversata dal torrente San Bernardino e dal torrente San Giovanni che delimitano la frazione di Intra. Nella frazione di Fondotoce scorre il canale del Mergozzo che collega il lago di Mergozzo al lago Maggiore.

### Clima
Il clima è temperato umido con estate calda ("Cfa" secondo la classificazione dei climi di Köppen), con influenze di tipo continentale (Dfb nella classificazione Köppen) nelle zone interne e più elevate, come Intra e Trobaso. La temperatura media del mese più caldo si attesta sui 21,1 °C. La zona è caratterizzata da inverni freddi ed estati abbastanza calde, ma la presenza del lago rende l'inverno meno rigido sulla costa rispetto alle zone interne, e l'estate più fresca. La zona è molto piovosa in tutte le stagioni, ad esclusione dell'inverno durante il quale le precipitazioni sono relativamente modeste visto che comunque raggiungono i 2130 mm l'anno; ciò fa di Verbania una delle zone più piovose d'Italia. In estate si alternano periodi soleggiati e caldi ad altri freschi e temporaleschi. Le temperature medie di luglio, come detto, si aggirano sui 21 °C ed è raro che le massime superino i 32 °C; risultano dunque inferiori a quelle di molte località della Pianura Padana. Nonostante ciò l'elevato tasso di umidità contribuisce ad aumentare la sensazione di caldo anche a temperature relativamente basse.
L'inverno è freddo ma mitigato sulle rive del lago, con la temperatura media di gennaio sugli 1,5 °C (più basse di circa 1 °C nelle frazioni di Intra e Trobaso, e tutte le zone della città sopra i 300-400 metri); nevicate, talvolta anche copiose, interessano la zona tutti gli inverni, con sensibili differenze a seconda delle zone della città; nella parte bassa della città, in particolar modo sul lago, le nevicate sono più rare e meno copiose (con accumuli medi di 5–10 cm per nevicata), sopra i 300-400 metri la neve è più frequente e abbondante con accumuli che possono localmente raggiungere i 20–40 cm con una sola nevicata (specialmente nella frazione di Cavandone, posta tra i 400 e i 500 m). La temperatura minima notturna scende spesso al di sotto degli 0 °C da dicembre alla prima metà di marzo e talvolta può arrivare fino a -8 o -10 °C, ma solo in casi eccezionali scende sotto tali valori. La primavera è caratterizzata da una forte dinamicità atmosferica: a marzo non è raro che la zona sia interessata da nevicate e gelate; i mesi di aprile e maggio sono caratterizzati da una elevata piovosità e da temperature miti, che possono raggiungere valori quasi estivi, ma anche subire temporanei abbassamenti.
L'autunno risulta mite e gradevole fino a metà ottobre, per poi divenire piovoso e gradualmente sempre più freddo; le prime deboli gelate interessano l'area a partire da metà novembre. La nebbia è un fenomeno molto raro a causa della conformazione montuosa del territorio. I dati della Stazione meteorologica di Verbania si riferiscono alla frazione di Pallanza, collocata in una zona molto soleggiata rispetto al resto della città, quindi più calda. Le frazioni di Intra, Trobaso, Fondotoce, Zoverallo e Cavandone essendo collocate in zone meno soleggiate o/e più elevate, hanno valori inferiori di 1 o 2 °C.
| Stazione meteorologica di Verbania                   | Mesi | Mesi | Mesi  | Mesi  | Mesi  | Mesi  | Mesi  | Mesi  | Mesi  | Mesi | Mesi | Mesi | Stagioni | Stagioni | Stagioni | Stagioni | Anno   |
| Stazione meteorologica di Verbania                   | Gen  | Feb  | Mar   | Apr   | Mag   | Giu   | Lug   | Ago   | Set   | Ott  | Nov  | Dic  | Inv      | Pri      | Est      | Aut      | Anno   |
| ---------------------------------------------------- | ---- | ---- | ----- | ----- | ----- | ----- | ----- | ----- | ----- | ---- | ---- | ---- | -------- | -------- | -------- | -------- | ------ |
| T. max. media (°C)                                   | 5,5  | 7,6  | 12,0  | 16,1  | 20,2  | 24,1  | 26,8  | 25,8  | 22,3  | 16,7 | 10,5 | 6,6  | 6,6      | 16,1     | 25,6     | 16,5     | 16,2   |
| T. media (°C)                                        | 1,7  | 3,5  | 7,1   | 11,0  | 15,1  | 18,6  | 21,1  | 20,4  | 17,1  | 12,0 | 6,5  | 2,8  | 2,7      | 11,1     | 20,0     | 11,9     | 11,4   |
| T. min. media (°C)                                   | −2,1 | −0,6 | 2,2   | 5,9   | 10,0  | 13,2  | 15,5  | 15,0  | 12,0  | 7,3  | 2,5  | −1,0 | −1,2     | 6,0      | 14,6     | 7,3      | 6,7    |
| Nuvolosità (okta al giorno)                          | 4    | 5    | 5     | 5     | 6     | 4     | 3     | 4     | 4     | 4    | 5    | 4    | 4,3      | 5,3      | 3,7      | 4,3      | 4,4    |
| Precipitazioni (mm)                                  | 79   | 88   | 127   | 144   | 154   | 153   | 109   | 143   | 164   | 186  | 162  | 55   | 222      | 425      | 405      | 512      | 1 564  |
| Giorni di pioggia                                    | 6    | 7    | 8     | 9     | 12    | 10    | 8     | 10    | 8     | 8    | 9    | 5    | 18       | 29       | 28       | 25       | 100    |
| Eliofania assoluta (ore al giorno)                   | 3,9  | 4,4  | 4,5   | 5,8   | 6,2   | 7,8   | 8,3   | 7,1   | 6,2   | 4,7  | 4,0  | 3,8  | 4,0      | 5,5      | 7,7      | 5,0      | 5,6    |
| Radiazione solare globale media (centesimi di MJ/m²) | 490  | 800  | 1 270 | 1 630 | 1 940 | 2 190 | 2 180 | 1 850 | 1 360 | 940  | 560  | 410  | 1 700    | 4 840    | 6 220    | 2 860    | 15 620 |

## Origini del nome
Il nome fu creato all'atto della creazione del comune derivandolo da Verbanus, il nome latino del lago Maggiore.

## Storia

### Età antica
Il territorio fu abitato fin dall'epoca preistorica e i primi popoli di cui si hanno notizie sono i Leponzi. Furono annessi all'Impero Romano dall'imperatore Augusto nel I secolo.

### Età medievale

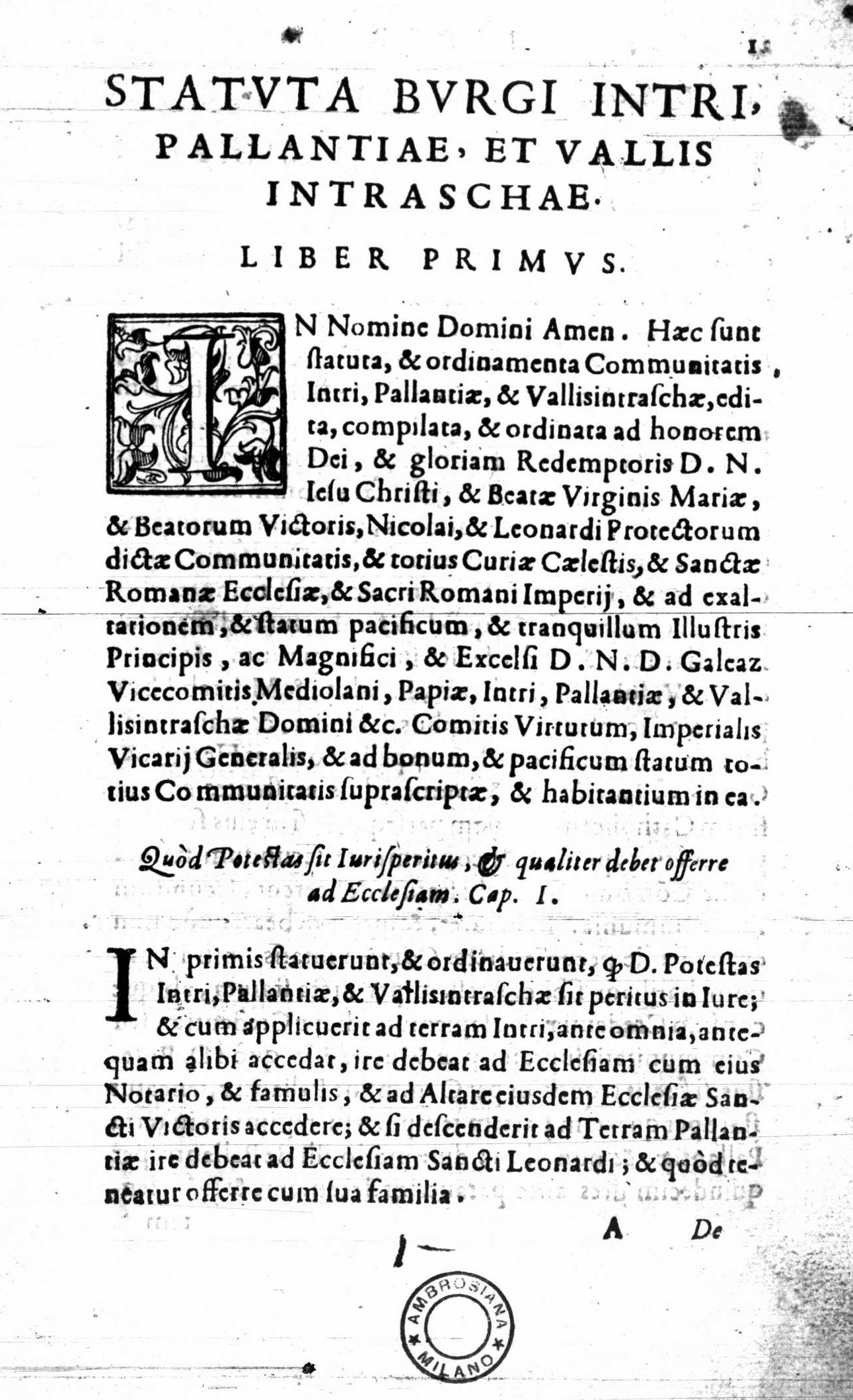
Gli statuti dei borghi di Intra, Pallanza e Valle Intrasca (Statuta burgi Intri, Pallantae, et Vallis Intrascae, 1589)

Nell'XI secolo Pallanza e Intra furono di proprietà prima dei vescovi di Novara, poi dei conti di Pombia e quindi della famiglia da Castello a cui Federico Barbarossa assegnò la proprietà di Pallanza e Intra nel 1152. Dopo la sconfitta di Federico Barbarossa, il territorio tornò prima sotto l'influenza novarese, ma nel 1199 i da Castello si allearono con Vercelli contro Novara e riuscirono a riprenderne il controllo, cedendo Pallanza e la Valle Intrasca al ramo cadetto dei Barbavara
Nel 1218 Pallanza e Intra furono vendute a Novara, ma Pallanza e l'Ossola insorsero alleandosi nuovamente con Vercelli. Alla fine Pallanza fu assediata e saccheggiata. Con la pace di Pavia del 1259 Novara riottenne il controllo di Pallanza, che per rinforzare il suo controllo contro successive ribellioni costruì nel 1270 un borgo fortificato a Intra. Verso la fine del XIV secolo i territori del Verbano entrano a far parte del Ducato di Milano e vengono spezzettati in vari feudi, di cui i Moriggia ottennero la gran parte per concessione di Filippo Maria Visconti nel 1447, comunque Pallanza si mantenne esente dalla giurisdizione feudale fino al 1620 in cambio di pesanti riscatti. Risalgono al 16 febbraio 1393 gli statuti di Pallanza e Intra.

### Età moderna
Nel 1714 con la Pace di Rastatt i territori del lago passano sotto gli Asburgo e nel 1743 tutta la sponda occidentale del lago Maggiore viene ceduta ai Savoia con il trattato di Worms. Nel 1751 viene creata la provincia dell'Alto Novarese (comprendente il Vergante, la Valle Intrasca, la Valle Cannobina, Omegna, la Val Strona, l'Ossola, la Valle Anzasca, la Val Vigezzo) con Pallanza come capoluogo. Il 6 maggio 1770 venne aggiunta anche l'Ossola superiore fino a Domodossola. Pallanza per tutelare i commerci verso la Lombardia chiese l'esenzione dei diritti daziali, ottenuta con Regio Decreto del 17 aprile 1753
Nel periodo di dominazione francese seguita all'invasione napoleonica la provincia dell'Alto Novarese fu sospesa e i suoi territori incorporati nel Dipartimento dell'Agogna. Pallanza con la Valle Intrasca fu aggregata nel 15º Distretto con capoluogo Intra. La provincia fu reistituita con il ritorno dei Savoia. Con editto del 10 novembre 1818 l'Alta Ossola viene staccata dalla provincia e diventa provincia a sé, per ritornare alla provincia di Pallanza con l'editto del 10 ottobre 1836 Con la riforma amministrativa del 1864 la provincia viene soppressa e sostituita dai circondari di Pallanza e dell'Ossola, facenti parti della provincia di Novara.

### Età contemporanea
Già nel XVIII secolo cominciano a mostrarsi i primi segni della futura industrializzazione, il San Bernardino viene usato per attività di sbiancatura di teli provenienti anche dalla Svizzera e dalla Germania; l'apertura della strada del Sempione è del 1806. Nel 1808 viene aperta la prima filatura meccanica dei fratelli Müller, a cui seguirono altre fabbriche di filatura, tessitura, tintoria, cartiere, cappellifici e nastrifici e all'inizio del XX secolo l'industria tessile occupa 3500 operai su 17 584 abitanti. Si costituiscono le prime Società di mutuo soccorso, a Intra e Pallanza nel 1860 e a Trobaso nel 1887. Suna nel XIX secolo era un centro per il traffico del legname e sede di numerosi scalpellini.
Nella seconda metà del XIX secolo inizia la costruzione di ville sul promontorio panoramico della Castagnola, che si protende nel lago tra Intra e Pallanza, successivamente alla costruzione della strada costiera nel 1840
Il 4 settembre 1850 nacque a Pallanza Luigi Cadorna, militare e politico che guidò l'esercito italiano durante la prima guerra mondiale fino alla disfatta di Caporetto.
Nel 1927 a Intra sono aggregati i comuni di Arizzano Inferiore, Trobaso e Zoverallo, mentre a Pallanza sono aggregati i comuni di Suna, Fondotoce e Cavandone. Nel 1929 anche Unchio viene aggiunto a Intra. Infine nel 1939 viene istituito il comune di Verbania dalla fusione dei comuni di Intra e Pallanza. Il nome del nuovo comune derivò da quello del Lago Maggiore, detto anche Verbano.
Nel 1929 viene completata a Pallanza la costruzione del nuovo stabilimento della Rhodiaseta, poi divenuta Rhodiatoce, che all'inizio degli anni settanta occupava 4000 addetti e che attrasse molti immigrati prima dal Veneto e poi dal Meridione L'industria locale entra però in forte crisi negli anni settanta con la chiusura di molte fabbriche.
L'8-11 ottobre 1943 furono uccisi a Intra i quattro componenti della famiglia Ovazza: il noto banchiere e imprenditore ebreo Ettore Ovazza che fino alle leggi razziali fasciste era stato un esponente di punta del regime, assieme alla moglie e ai due figli. Il primo ad essere arrestato a Domodossola, dopo un fallito tentativo di espatrio in Svizzera, fu il figlio Riccardo; fu quindi la volta del resto della famiglia prelevati a Gressoney-Saint-Jean in Valle d'Aosta. Alla base dell'eccidio vi fu la stessa volontà di impossessarsi dei beni delle vittime che aveva guidato gli altri 53 omicidi nella zona in quello che verrà definito come l'Olocausto del Lago Maggiore.
Il 20 giugno 1944 Verbania fu teatro di un eccidio: 43 partigiani vennero fucilati dalle SS tedesche a Fondotoce dopo essere stati costretti a sfilare a piedi attraverso Intra, Pallanza e Suna preceduti da un cartello che recava la scritta "Sono questi i liberatori d'Italia oppure sono i banditi?". Una delle vittime fucilate, Carlo Suzzi, si salvò miracolosamente in quanto ferito non mortalmente, si finse morto e successivamente fu tratto in salvo da alcune donne di Fondotoce. In memoria di questo episodio sanguinoso, nel luogo dell'eccidio è stato eretto il Parco della Memoria e della Pace e la Casa della Resistenza, così come il tratto della Strada Statale 34 che da Fondotoce arriva fino a Gravellona Toce, passando vicino al luogo dell'eccidio, è intitolato in loro ricordo "Quarantadue Martiri". Per questo episodio Verbania ha ricevuto la medaglia d'oro alla Resistenza.
Il 26 settembre 1944 a seguito di un mitragliamento da parte di un aereo inglese affondò il battello Milano, in servizio pubblico sul Lago Maggiore, comandato da Antonio Colombo; sul battello viaggiavano militari in forze ai diversi reparti della Repubblica Sociale Italiana e numerosi civili. Grazie al tempestivo intervento del sergente Bruto Pozzetto di Grado (Gorizia), che riuscì a prendere il comando del timone e ad avvicinare il battello alle rive del lago, tutti i passeggeri del battello riuscirono a salvarsi, prima che questo affondasse definitivamente in località "Castagnola". Ricerche effettuate nel 2007 da parte dei sommozzatori dei vigili del fuoco hanno effettivamente accertato l'assenza di resti di cadaveri a bordo nel relitto.
Dopo la seconda guerra mondiale il territorio verbanese apparteneva ancora alla provincia di Novara: nel 1976 fu istituito il circondario autonomo del Verbano-Cusio-Ossola, con sedi a Domodossola, Omegna e Verbania, fino a giungere nel 1992 all'istituzione della provincia del Verbano-Cusio-Ossola..

### Simboli
Fino al 1942 la città rimase priva di un proprio stemma.
Lo stemma riprende quello precedente di Pallanza, già molto simile a quello di Intra, col mantenimento dell'aquila in campo d'oro imperiale derivante dallo stemma dei Barbavara, e con la sostituzione del gelso con la quercia, per simboleggiare l'idea della forza. Inizialmente erano presenti simboli del regime fascista, rimossi dopo la fine della seconda guerra mondiale.

## Monumenti e luoghi d'interesse

### Architetture religiose
Oratorio di San RemigioDichiarato monumento nazionale nel 1908 è un oratorio in stile romanico situato in cima al promontorio della Castagnola che risale alla prima metà dell'XI secolo e XII secolo. A questo nel XIV secolo è stato aggiunto un portico.

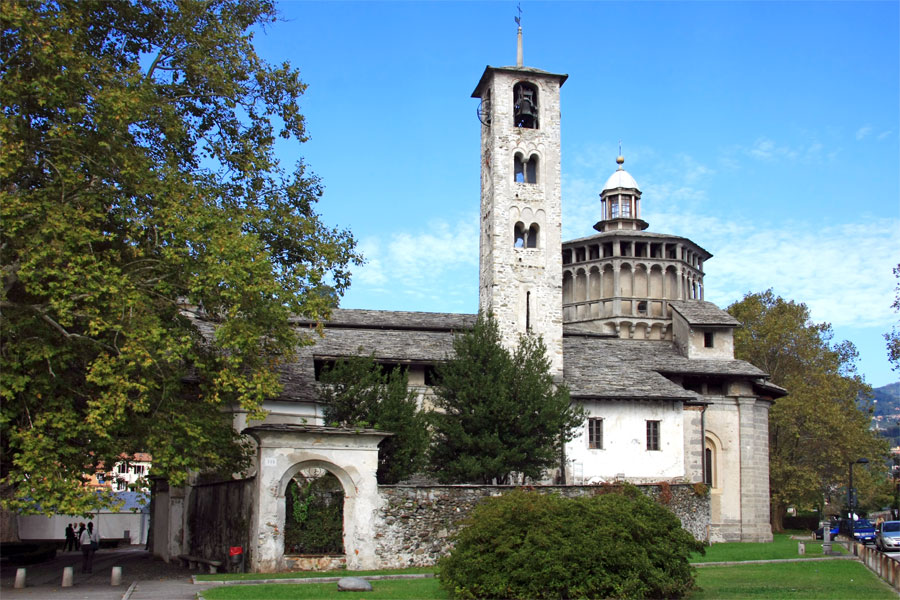
Chiesa di Madonna di Campagna

Chiesa di Madonna di CampagnaLa chiesa di Madonna di Campagna, riconosciuta monumento nazionale, è una chiesa in stile rinascimentale progettata nella prima metà del XVI secolo da Giovanni Beretta da Brissago in luogo di un preesistente edificio romanico, di cui è rimasto solo il campanile.
Basilica di San Vittorela basilica di San Vittore, situata nel centro storico, è stata costruita nello stesso luogo, in cui esisteva un'antichissima chiesa cristiana del V secolo. Ha assunto la funzione di chiesa principale della città dalla proclamazione di san Vittore come patrono di Verbania (1992), celebrazione che si conclude con la processione e la suggestiva cerimonia della benedizione del Lago.

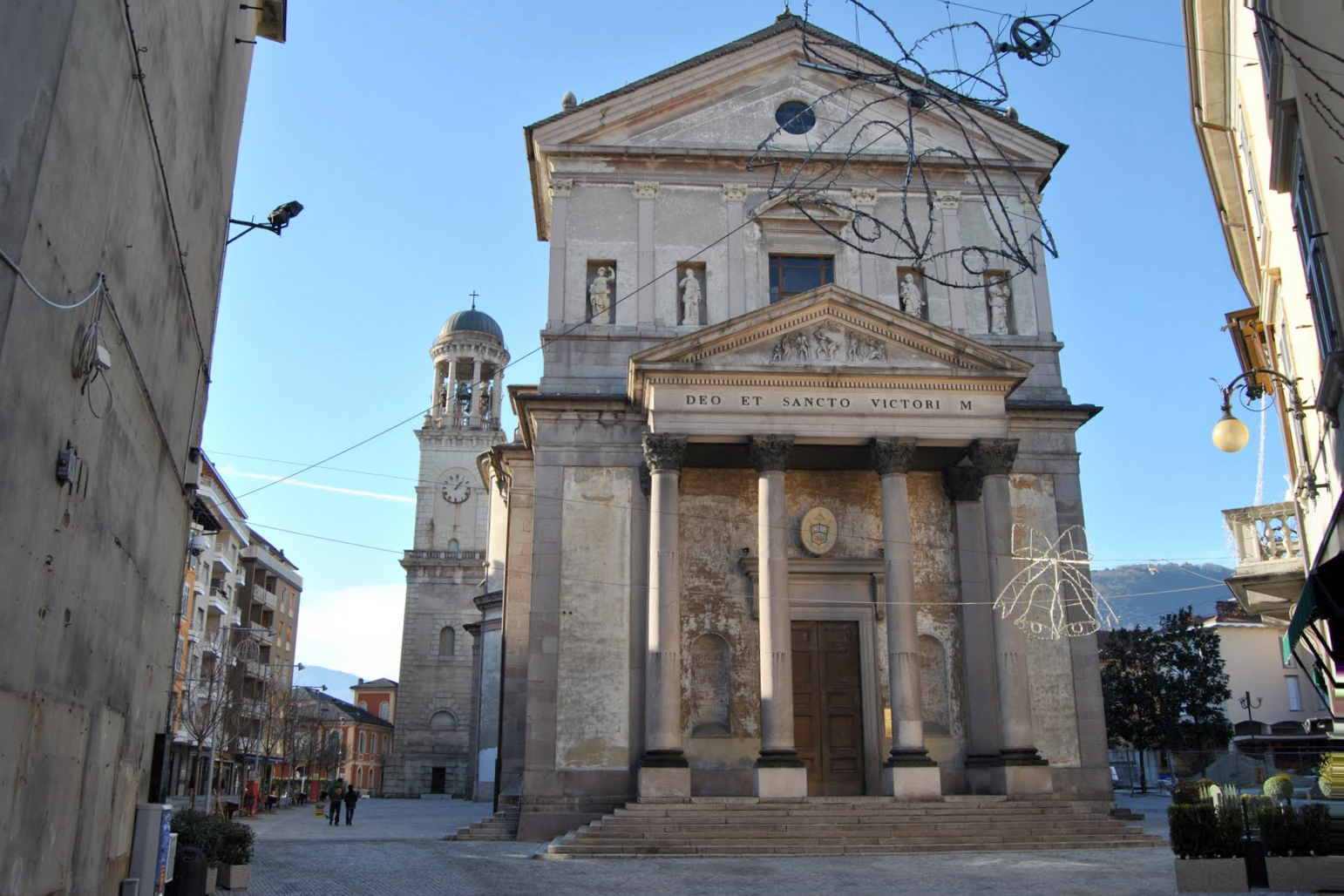
Chiesa di San Vittore

Chiesa collegiata di San LeonardoSituata sul lungolago di Pallanza, è stata costruita tra il 1535 ed il 1590. Il campanile dell'altezza di 65 metri venne edificato a più riprese (la prima parte risale al XVI secolo, la parte terminale venne costruita nel 1689). L'interno è composto da tre navate con volta a crociera terminanti in tre absidi poligonali ed una cupola nascosta da un tiburio. Le sculture lignee, l'altare, il pulpito, il coro, e la copertura della fonte battesimale (così come le tele dipinte) risalgono al XVII secolo. L'organo, risalente nella sua presente edificazione al 1797, opera del varesino Eugenio Biroldi, è il più antico della città.

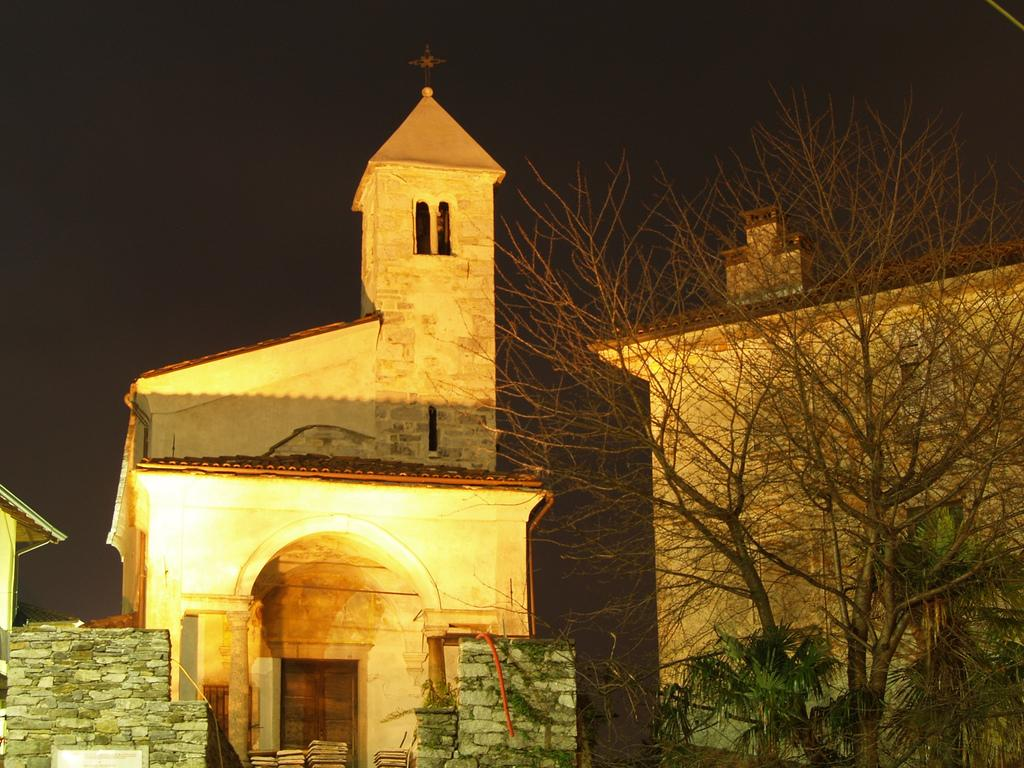
Oratorio dei Santi Fabiano e Sebastiano di Suna

Chiesa parrocchiale di Santo StefanoSituata nel rione di Villa a Pallanza, è stata costruita nella seconda metà del XII secolo e rifatta parzialmente nel XVII secolo. All'interno è conservata l'Ara delle Matrone, un cippo romano in marmo di Candoglia risalente alla prima metà del I secolo riportante una scena di sacrificio sovrastata da un'epigrafe con dedica del liberto Narcissus all'imperatore Caligola. Sugli altri lati sono ritratte danze rituali in onore delle dee matrone. L'organo è di Carlo Vegezzi Bossi (1911) racchiuso in cassa rinascimentale.
Oratorio dei Santi Fabiano e SebastianoSituata di fronte al lungolago di Suna, risale al XII secolo e ristrutturata ed ampliata nel XVII e XVIII secolo aggiungendo tra l'altro il portico e la scalinata che sale dal lago fino alla chiesa.

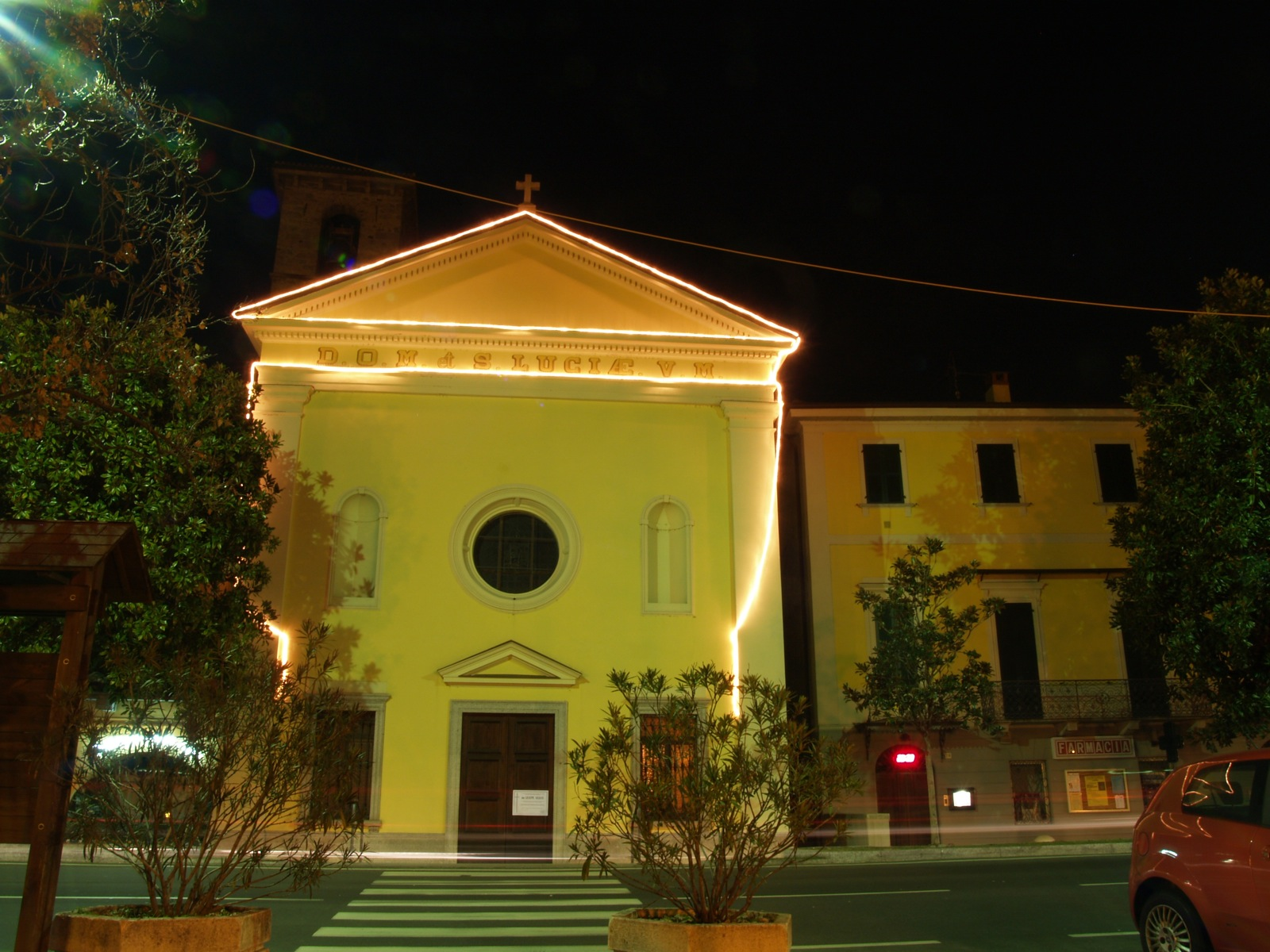
Chiesa di Santa Lucia di Suna

Chiesa di Santa LuciaSituata sul lungolago di Suna, risale al XVI secolo. Conserva all'interno 8 tondi dipinti in olio su tela realizzati da Mario Tozzi e situati sulla volta. I quattro tondi, realizzati tra il 1923 e il 1924, sono dedicati a santa Lucia da Siracusa e ad episodi della sua vita, a sant'Andrea Avellino, a san Francesco d'Assisi ed a san Mauro. Santa Lucia è la patrona di Suna e protettrice degli scalpellini.
Chiesa evangelica metodistaSituata nel centro storico di Intra, in corso Mameli 19, ha un suo pregio architettonico sia all'interno che all'esterno; inaugurata nel 1892, si nota il suo campanile che è punto di riferimento per chi entra ad Intra sia dalla strada sia attraversando il lago. Nel 1861 arrivano in Italia due pastori inglesi Pigott e Green, inviati dalla Società Missionaria Metodista Wesleyana per fare opera di evangelizzazione. Henri Pigott si stabilisce a Milano e di là comincia a visitare la zona del lago Maggiore e la Val d'Ossola. Intra era una cittadina che contava numerose industrie manifatturiere i cui proprietari erano per lo più svizzeri di lingua tedesca e protestanti, che non erano curati "pastoralmente" da nessuno; tuttavia Pigott insiste nel lavoro con gli italiani. La Chiesa Evangelica Metodista di Verbania nasce nel 1863, una delle prime comunità sorte dalla predicazione metodista in Italia. Prima della formazione delle altre comunità, raccoglie tutti i Protestanti del Lago Maggiore, Lago d'Orta e Val d'Ossola.
Chiesa di San Sebastianosituata nei pressi piazza Gramsci a Pallanza, fu iniziata a costruire nel XVII secolo come ex-voto per essere sopravvissuti alla peste e completata negli anni 1720.Fu chiusa al culto nel 1867 e sconsacrata nel 1890. Venne adibita dal comune (a cui apparteneva) a vari usi e infine usata come magazzino per i mezzi dei vigili del fuoco fino alla demolizione nel 1935.
Chiesa di San Giuseppea Intra, documentata nel XII secolo con dedicazione a Santa Maria, l'edificio odierno sorse nel cinquecento sulle rovine del precedente, e venne rimaneggiato nei secoli successivi
Chiesa di San Giuseppea Pallanza, chiesa settecentesca, edificata al posto di un oratorio medievale

### Architetture civili
Palazzo Viani DugnaniPalazzo in stile barocco fatto costruire nel XVI secolo dalla famiglia Viani nel palazzo ha sede il Museo del paesaggio. Nel cortile prospiciente il porticato sono presente due lapidi romane rinvenute nella zona del Verbano.
Palazzo di Cittàsede istituzionale del Comune, palazzo ottocentesco con un notevole porticato.
Villa Giuliadi proprietà del comune vi si svolgono rappresentazioni, mostre e convegni, con giardino aperto al pubblico che si affaccia sul lago.
Villa Maionisede la biblioteca comunale intitolata al filosofo Pietro Ceretti.
Villa San Remigioin stile barocco napoletano, con parco annesso, di proprietà della Regione Piemonte, ospita uffici regionali.
Villa Rusconi-Clericil'antica dimora di Stefano Türr.
Istituto di ricerca sulle acquesito in Pallanza.

### Aree naturali

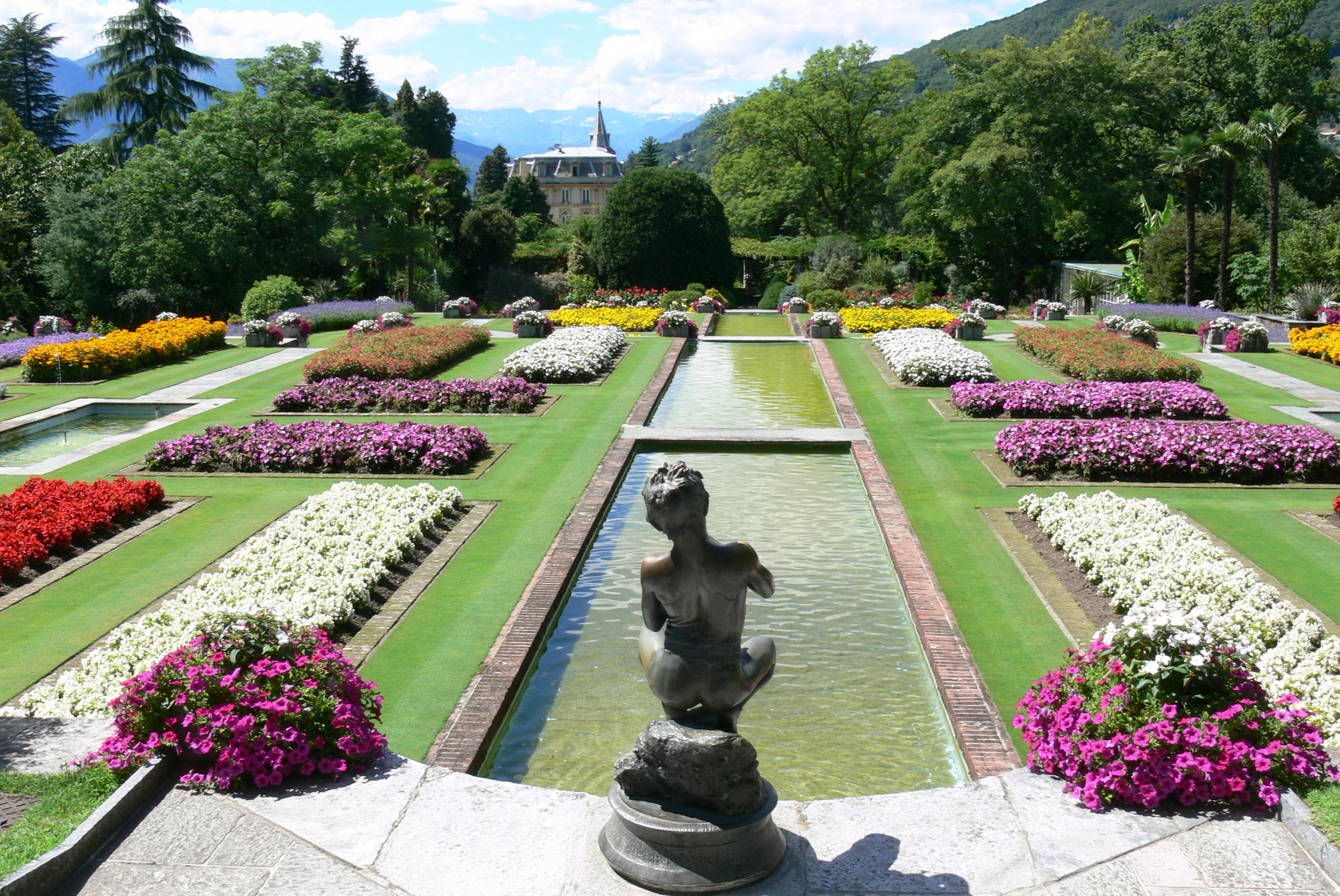
Giardini di Villa Taranto

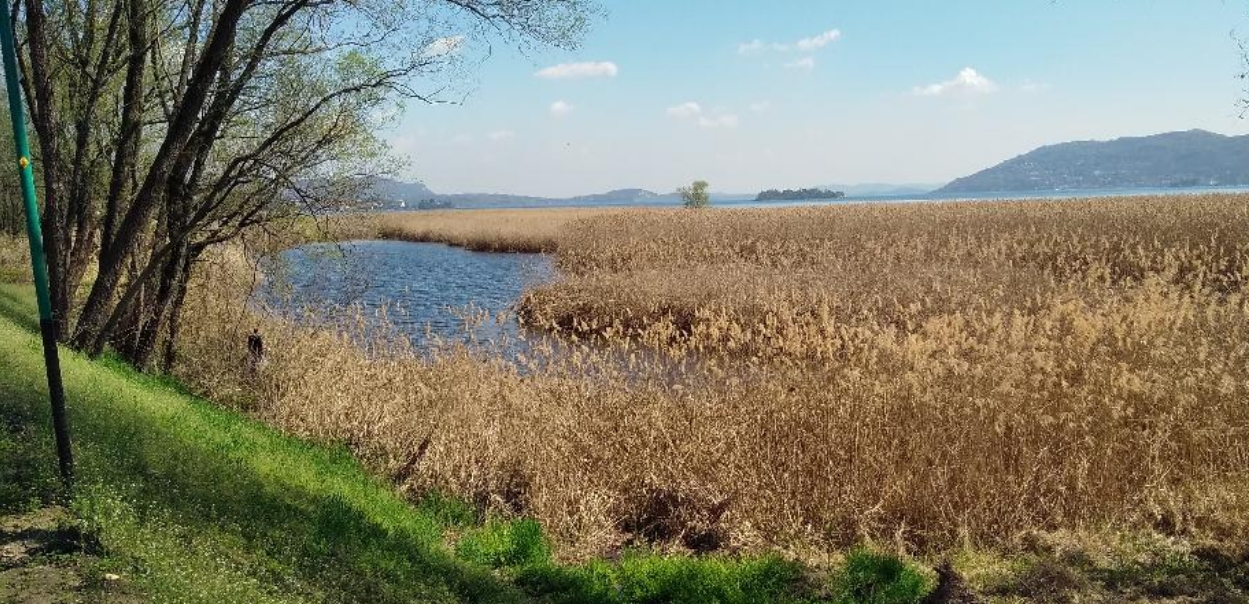
Riserva naturale di Fondo Toce

Giardini botanici di Villa TarantoSituati tra Pallanza e Intra. Realizzati dal capitano scozzese Neil Mc Eacharn che nel 1931 acquistò un terreno di proprietà della Marchesa di Sant'Elia per poter realizzare un giardino all'inglese in terra italiana. Vennero importate da tutto il mondo decine di esemplari botanici, fino al completamento dei lavori nel 1940. Al complesso venne dato il nome di Villa Taranto in memoria di un antenato del capitano Mc Eacharn, il maresciallo McDonald che era stato nominato duca di Taranto da Napoleone. I giardini comprendono esemplari di circa 1.000 piante e circa 20.000 varietà e specie di interesse botanico, la villa è sede della Prefettura del Verbano-Cusio-Ossola.
Parco nazionale della Val GrandeNel 2023 la zona del Monte Rosso e la frazione di Cavandone sono entrate a far parte del Parco nazionale della Val Grande.
Riserva naturale di Fondo ToceRiserva naturale protetta lungo la sponda del Lago Maggiore e il tratto terminale del fiume Toce.
Parco della Memoria e della PaceSorge nel luogo dove il 20 giugno 1944 i nazisti fucilarono 43 partigiani, molti dei quali erano prigionieri provenienti dal rastrellamento della Val Grande. In memoria di questo fatto, è presente un'area monumentale dedicata alla resistenza.

## Società

### Evoluzione demografica
Abitanti censiti

### Etnie e minoranze straniere
Al 31 dicembre 2023 gli stranieri residenti nel comune erano 2 761, ovvero il 9,2% della popolazione. Di seguito sono riportati i gruppi più consistenti
- Ucraina: 488
- Romania: 403
- Cina: 232
- Albania: 200
- Marocco: 186
- Bangladesh 117
- Senegal: 116
- Egitto 68
- Nigeria 60
- Tunisia 55

## Cultura

### Istruzione

#### Archivi e biblioteche
- Archivio di Stato di Verbania - Via Cadorna, 37
- Biblioteca civica Ceretti - Via Vittorio Veneto, 137
- Biblioteca dell'Istituto Tecnico Cobianchi - Piazza Martiri di Trarego, 8

#### Scuole
Scuole secondarie di secondo grado:
- Istituto Lorenzo Cobianchi, (Istituto Tecnico Settore: meccanico, elettronico, informatico e chimico - Liceo delle Scienze Applicate, linguistico ed economico sociale)[26]
- Liceo Cavalieri, classico, scientifico e scienze umane.[27]
- Istituto Tecnico Ferrini, finanza e marketing, turismo, costruzioni, grafica e design.[28]
- Istituto Professionale Franzosini, servizi commerciali, grafica e design.[28]

#### Musei
- Museo del paesaggio: Contiene la gipsoteca dello scultore Paolo Troubetzkoy, affreschi lombardi che vanno dal XV secolo alla prima metà del Novecento. Sono presenti inoltre opere di Ranzoni e Tozzi.[29]
- Casa della Resistenza: sorge a fianco dell`area monumentale dove il 20 giugno 1944 vennero fucilati 43 civili rastrellati dai nazifascisti; tale area è un omaggio ai “42 Martiri”, ai 1200 caduti partigiani della provincia di Novara e del VCO e ai caduti nei lager.

### Media

#### Stampa
- La Stampa sezione dedicata alla provincia
- L'Eco Risveglio
- Il Verbano

#### Radio
- RVL

#### Televisione
- Vco Azzurra Tv

### Teatro
- Teatro Il Maggiore: inaugurato il 12 giugno 2016[30] su progetto dall'architetto spagnolo Salvador Pérez Arroyo, all'interno vi sono due sale ed un'arena esterna per concerti e rappresentazioni all'aperto[31].
- Teatro Il Chiostro, storica sala degli anni '70, ospita spettacoli teatrali e cinematografi, concerti e convegni. - Via Fratelli Cervi, 14

## Geografia antropica

### Frazioni
Il territorio del comune comprende le seguenti frazioni:
- Antoliva
- Biganzolo - Selasca
- Cavandone
- Fondotoce
- Intra
- Pallanza
- Possaccio
- Suna
- Torchiedo
- Trobaso
- Unchio
- Zoverallo

### Quartieri
Il comune di Verbania è suddiviso in 5 quartieri: Verbania Intra, Verbania Pallanza Sant’Anna, Verbania Est, Verbania Nord e Verbania Ovest.

## Economia
Verbania Pallanza è stata famosa, nel secondo dopoguerra, per la presenza di un importante stabilimento chimico della società Rhodiatoce (partecipazione paritaria della Montecatini e della francese Rhône-Poulenc), fondato nel 1928. La produzione era incentrata sul nylon 6,6, prodotto in esclusiva nazionale con il marchio commerciale «Nailon Rhodiatoce». Nel 1972 la Rhodiatoce fu al centro di un'importante operazione di fusione tra le varie aziende della Montedison legate alla produzione di fibre tessili sintetiche e artificiali, operazione che portò alla nascita della Montefibre. Nel 1975 la produzione di polimeri plastici derivati dal nylon 6,6 fu scorporata dalle linee produttive della Montefibre e inquadrata nella nuova società denominata Taban, che mantenne le attività all'interno dello stabilimento.
La crisi del settore chimico che colpì il mercato italiano negli anni settanta e nei primi anni ottanta mise in pesante crisi il gruppo Montedison e in modo particolare la Montefibre. Per evitare quindi che l'intera società arrivasse all'amministrazione controllata, la direzione ordinò il blocco totale delle attività produttive e la cessione delle quote di produzione nazionale del nylon 6,6; questa decisione colpì in modo particolare lo stabilimento di Pallanza (maggiore produttore nazionale) che, nell'autunno del 1983, venne chiuso.
Nello stesso periodo, ad aggravare la situazione economica e occupazionale esistente in città, la crisi economica portò, dopo poco tempo, alla chiusura dell'importante cartiera situata nella frazione di Possaccio, di proprietà della società "Cartiere di Tolmezzo e Prealpine S.p.A.". Con la chiusura delle due fabbriche principali, la città si trovò così a fare i conti con la più grave crisi occupazionale della sua storia: oltre 3 000 persone, più l'indotto, si trovarono senza posto di lavoro. Inutili furono gli appelli (anche parlamentari) per convincere la Montedison e la Cartiera di Tolmezzo a riavviare gli impianti.
Nel 1989 il gruppo Mossi & Ghisolfi acquisì infine lo stabilimento ex Montefibre e riconvertì le linee produttive; venne fondata a tal proposito una nuova società, l'Acetati S.p.A., specializzata nella produzione di acetato di cellulosa.
Verbania presenta un turismo sviluppato grazie alla privilegiata posizione geografica; di particolare interesse sono i giardini botanici di Villa Taranto sul promontorio della Castagnola e villa San Remigio, in stile barocco; perciò la città viene definita il giardino sul lago, data l'abbondante presenza di giardini e terrazze.

## Infrastrutture e trasporti

### Strade
Verbania è servita dalla autostrada A26, la cui uscita "Verbania" si trova in realtà nel territorio del comune di Gravellona Toce ed è attraversata dalla Strada statale 34 del Lago Maggiore che costeggiando il lago prosegue verso il confine con la Svizzera.

### Ferrovie
Verbania è servita dalla stazione di Verbania-Pallanza, posta sulla linea Domodossola-Milano, ma situata in posizione molto decentrata rispetto ai centri abitati, in quanto sita in frazione Fondotoce (è a 7 km dal centro di Pallanza).

### Porti
La Gestione governativa navigazione laghi gestisce una linea di traghetti che collega Intra a Laveno sulla sponda lombarda e la linea di battelli Arona-Locarno che effettua fermate ai porti di Suna, Pallanza (centro), Pallanza (di fronte a Villa Taranto) e Intra.
Le frazioni con accesso al lago offrono porti e scivoli per l'attracco di imbarcazioni turistiche in particolare il porto comunale di San Dazio a Pallanza e quello di Intra
Il porto turistico di Verbania, situato di fronte a Villa Taranto e che offriva una capacità di 146 posti barca è affondato in seguito a un evento atmosferico anomalo il 10 ottobre 2013 ed è stato dichiarato inagibile.

### Mobilità urbana
La mobilità urbana è affidata alla VCO Trasporti che gestisce una linea urbana e numerose linee extraurbane di autobus verso gli altri centri della provincia. L'Autoservizi Comazzi gestisce una linea di autobus Verbania - Domodossola. La SAF gestisce linee di autobus che collegano Verbania all'aeroporto di Milano-Malpensa, Novara, Milano, Miazzina e Valle Intrasca.
Dal 1913 fino al 1946 è stata attiva la tranvia Intra-Omegna, sostituita successivamente dal servizio di bus.
Nei 1926 è stata attiva la Ferrovia Intra-Premeno, affidata in concessione alla F.I.P. - Società Anonima Ferrovia Intra Premeno, la tratta fu chiusa nel 1959

## Amministrazione

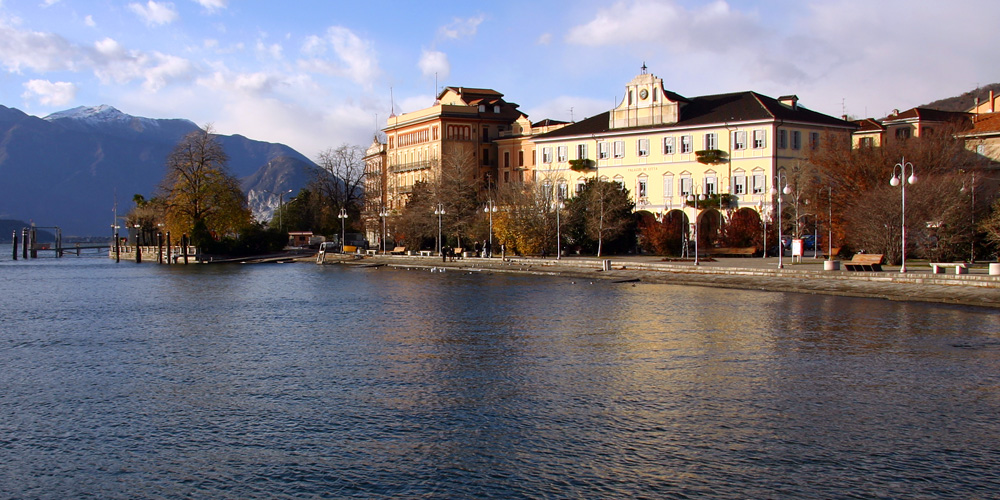
Lungolago di Pallanza con il palazzo municipale di Verbania

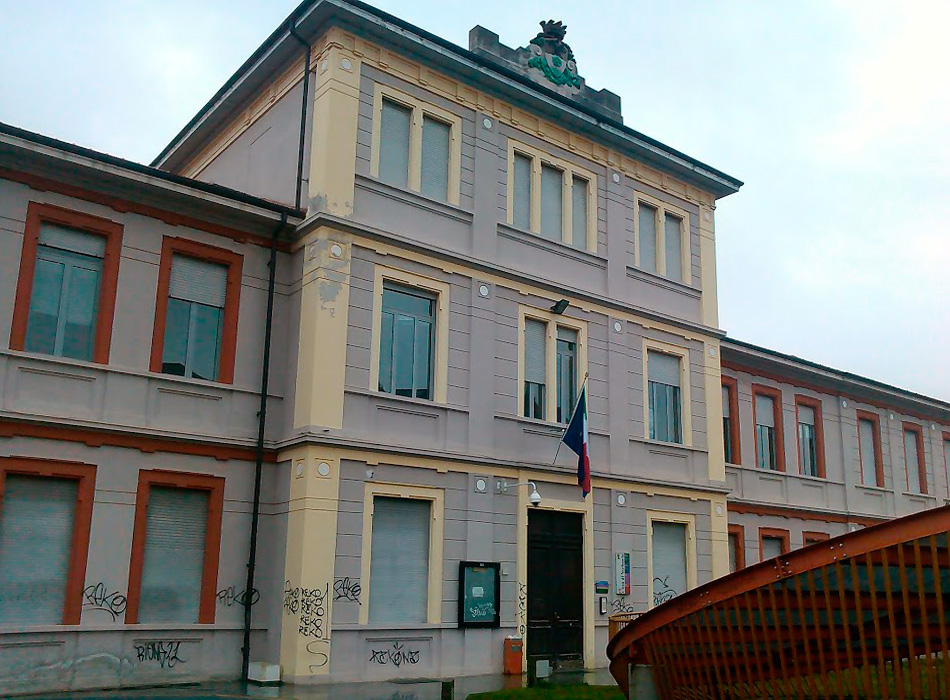
Sede distaccata del comune di Verbania ad Intra

### Gemellaggi
- Bourg-de-Péage, dal 1961[37]
- Betlemme, dal 2019[38]
- Cirquenizza, dal 1995[39]
- East Grinstead, dal 1991[40]
- Mindelheim, dal 1994[41]
- Piatra Neamț, dal 2010
- Sant Feliu de Guíxols, dal 1994[42]
- Schwaz, dal 1994[43]
- Termeno, dal 1986[44]
- Spinazzola, dal 1995[45]

### Altre informazioni amministrative
Nel 2007 Verbania fu formalmente insignita del titolo di città, peraltro già posseduto da entrambi i soppressi comuni di Intra e Pallanza.

## Sport
Sono originari del comune Angelo Pagotto, portiere di calcio, Sandro Crivelli ex calciatore di Torino, Ternana, Pisa e Reggiana, Egidio Calloni ex calciatore di Serie A, Agnese Bonfantini calciatrice della Sampdoria e della Nazionale Italiana, Filippo Ganna campione mondiale di ciclismo su pista e su strada e Valentina Greggio, più volte vincitrice della Coppa del Mondo di sci di velocità.

### Calcio
La principale società calcistica è il Verbania, fondato nel 1959, che a cavallo tra gli anni sessanta e settanta disputò sette campionati in Serie C. Sede delle gare interne è lo stadio Carlo Pedroli.

### Canottaggio
Ci sono ben due associazioni sportive dilettantistiche di canottaggio la Canottieri Pallanza (fondata nel 1896) e la Canottieri Intra (1909) da cui nel corso degli anni sono fuoriusciti numerosi campioni, tra cui i verbanesi Beniamino Bonomi e Carlo Tacchini.

### Pallavolo
Le società principali della città sono la Rosaltiora e l'Altiora.

### Basket
La società Virtus Verbania è la principale società cestistica della città, impegnata nel settore giovanile.

### Rugby
- Amatori Verbania

### Ciclismo
Verbania è legata al Giro d'Italia, avendo ospitato 3 arrivi e 2 partenze di tappe.
Tappe del Giro d'Italia con arrivo a Verbania
| Anno | Tappa | Partenza      | km  | Vincitore di tappa | Maglia rosa      |
| ---- | ----- | ------------- | --- | ------------------ | ---------------- |
| 1952 | 19ª   | Saint-Vincent | 298 | Fritz Schär        | Fausto Coppi     |
| 1992 | 20ª   | Saint-Vincent | 201 | Franco Chioccioli  | Miguel Indurain  |
| 2015 | 18ª   | Melide (CH)   | 170 | Philippe Gilbert   | Alberto Contador |

Tappe del Giro d'Italia con partenza da Verbania
| Anno | Tappa | Arrivo                    | km  | Vincitore di tappa | Maglia rosa      |
| ---- | ----- | ------------------------- | --- | ------------------ | ---------------- |
| 2011 | 20ª   | Sestriere                 | 242 | Vasil' Kiryenka    | Michele Scarponi |
| 2021 | 20ª   | Alpe Motta (Valle Spluga) | 164 | Damiano Caruso     | Egan Bernal      |

La città è legata anche al Giro Rosa, con l'arrivo della 9ª tappa del 2014. Il comune è stato inoltre interessato dal Tour de Suisse nel 1956, 1963, 1964 e nel 2012.
Verbania ha ospitato l'edizione dei Campionati europei di ciclismo su strada 2008 (solo le gare in linea hanno avuto sede di partenza e di arrivo in Verbania).

### Strutture sportive
- Stadio Carlo Pedroli, ex Stadio dei Pini, è un impianto sportivo del Comune. È situato nella frazione di Intra, in via Farinelli, 10. Il 2 maggio 2009 l'Amministrazione Comunale intitolò lo stadio cittadino alla memoria di Carlo Pedroli. La capienza della struttura è di 3.000 posti, dei quali 500 al coperto e 10 posti attrezzati in Tribuna Stampa.
- PalaBattisti, palazzetto dello sport più capiente della provincia, situato in via Brigata Cesare Battisti ad Intra. Attualmente è in gestione alla Virtus Verbania, società che storicamente si occupa di pallacanestro giovanile. La struttura ha una capienza di 1.048 posti a sedere, 1250 in caso di concerti e altri eventi.

## Galleria d'immagini

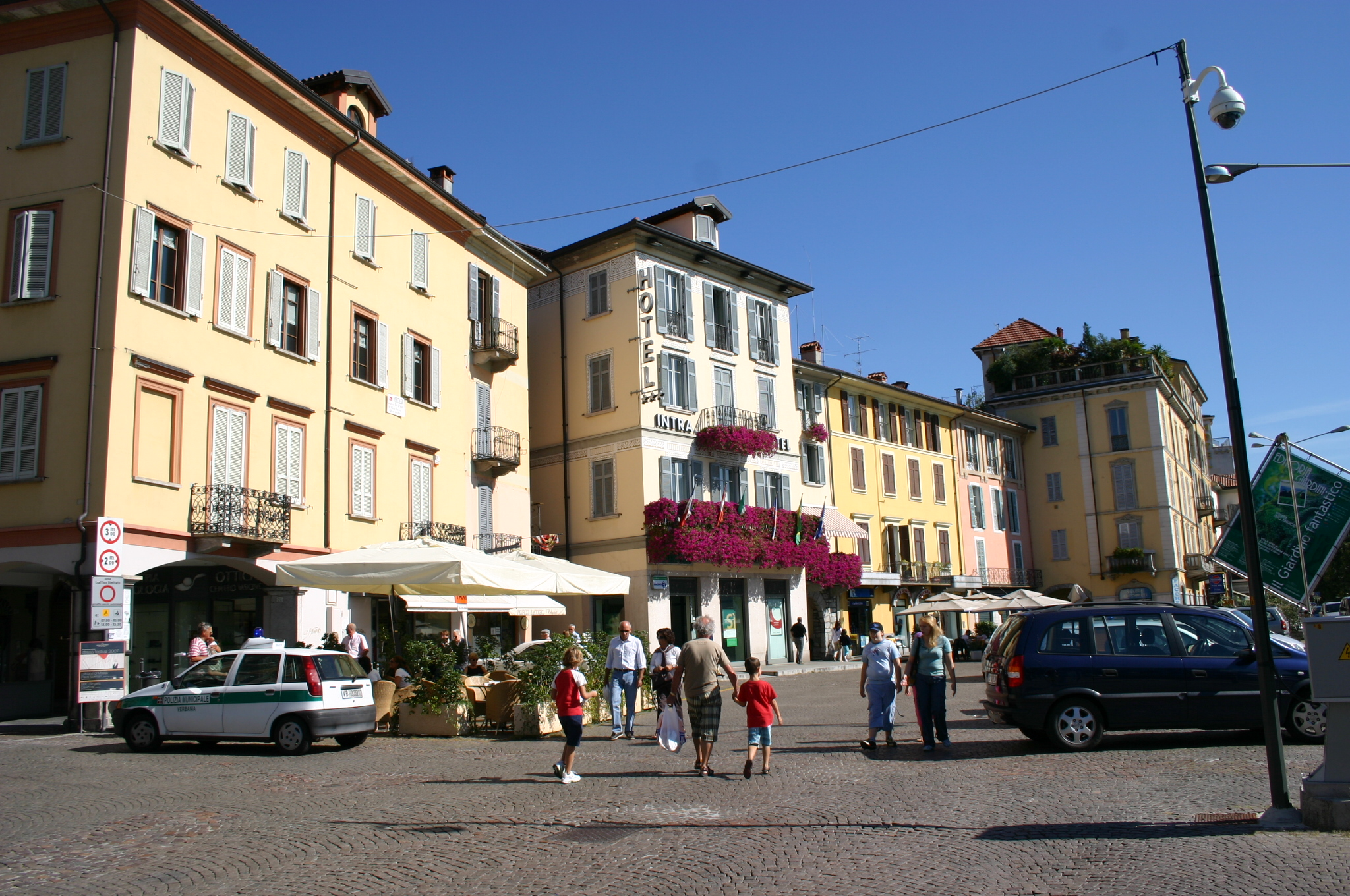
Case sul lungolago
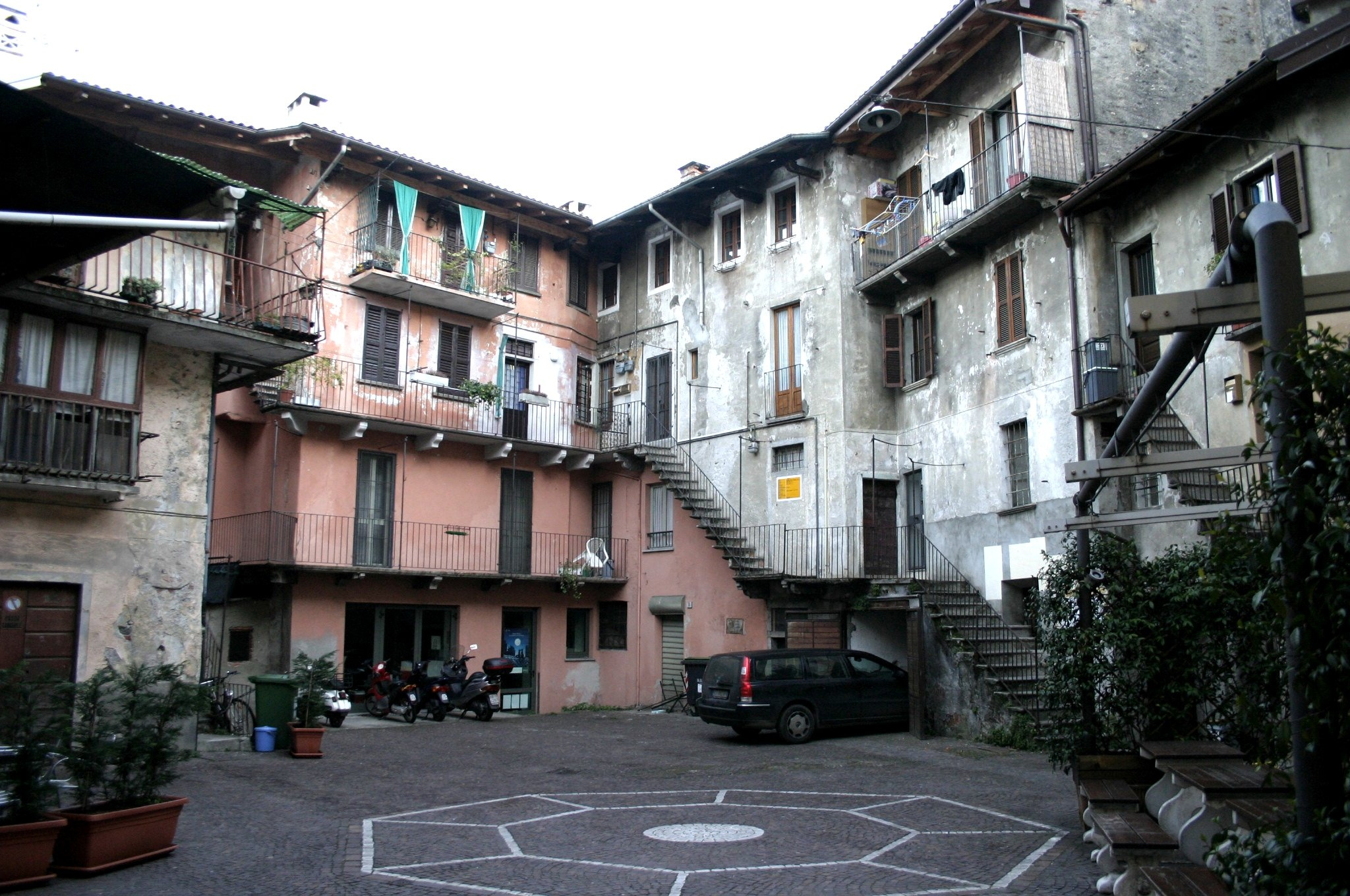
Vicolo del Mulino
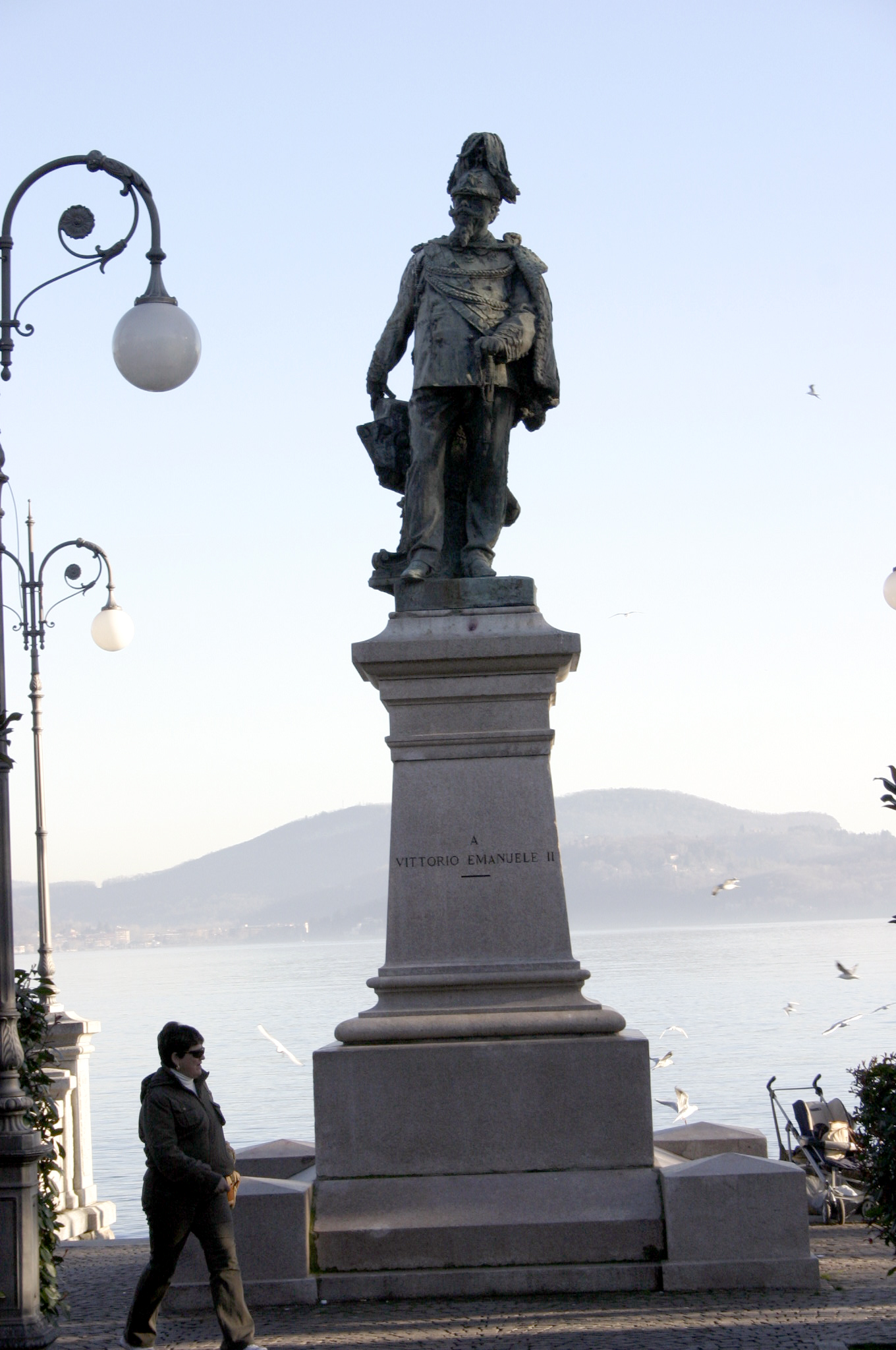
Monumento a Vittorio Emanuele II, di Donato Barcaglia
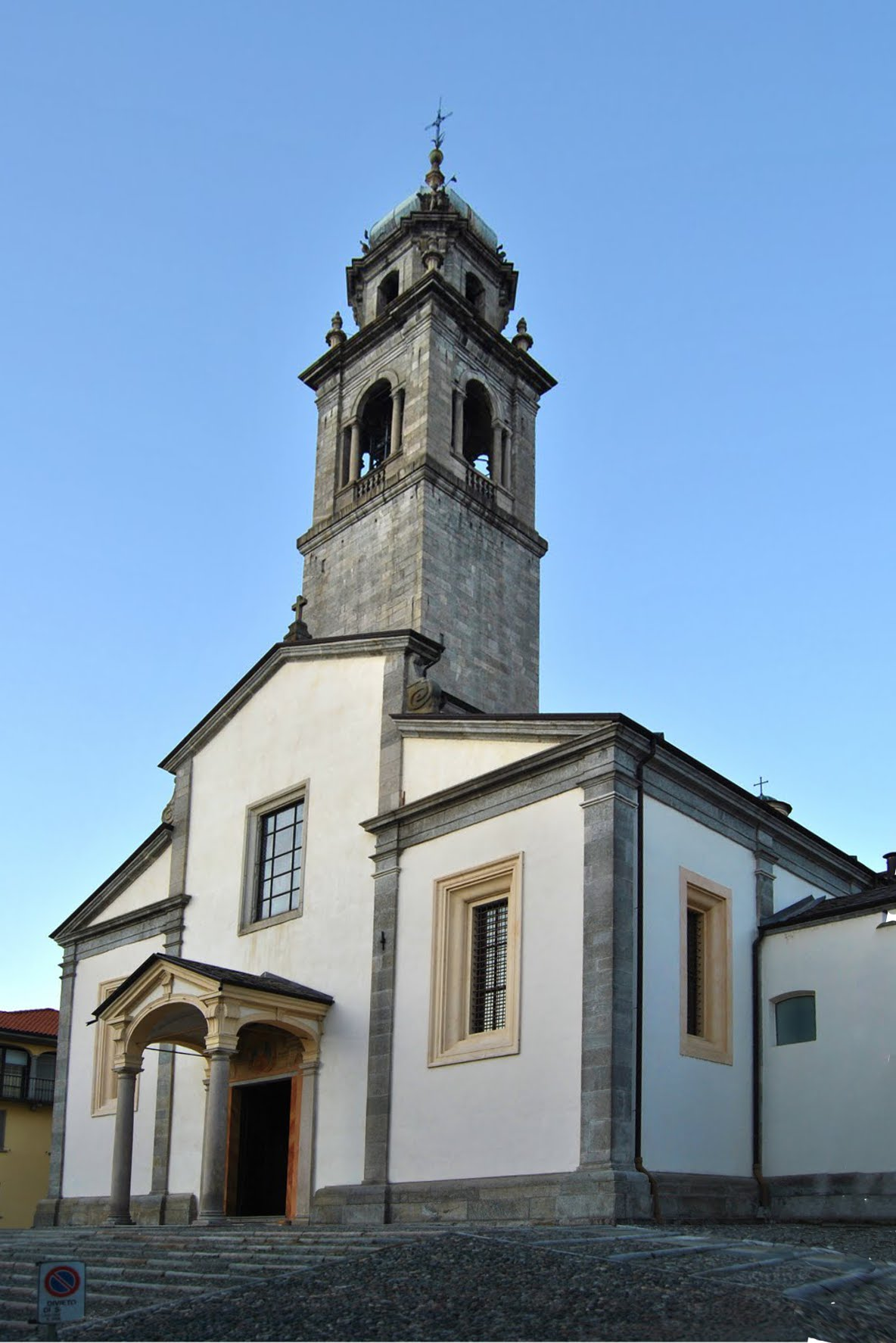
Chiesa Collegiata di San Leonardo
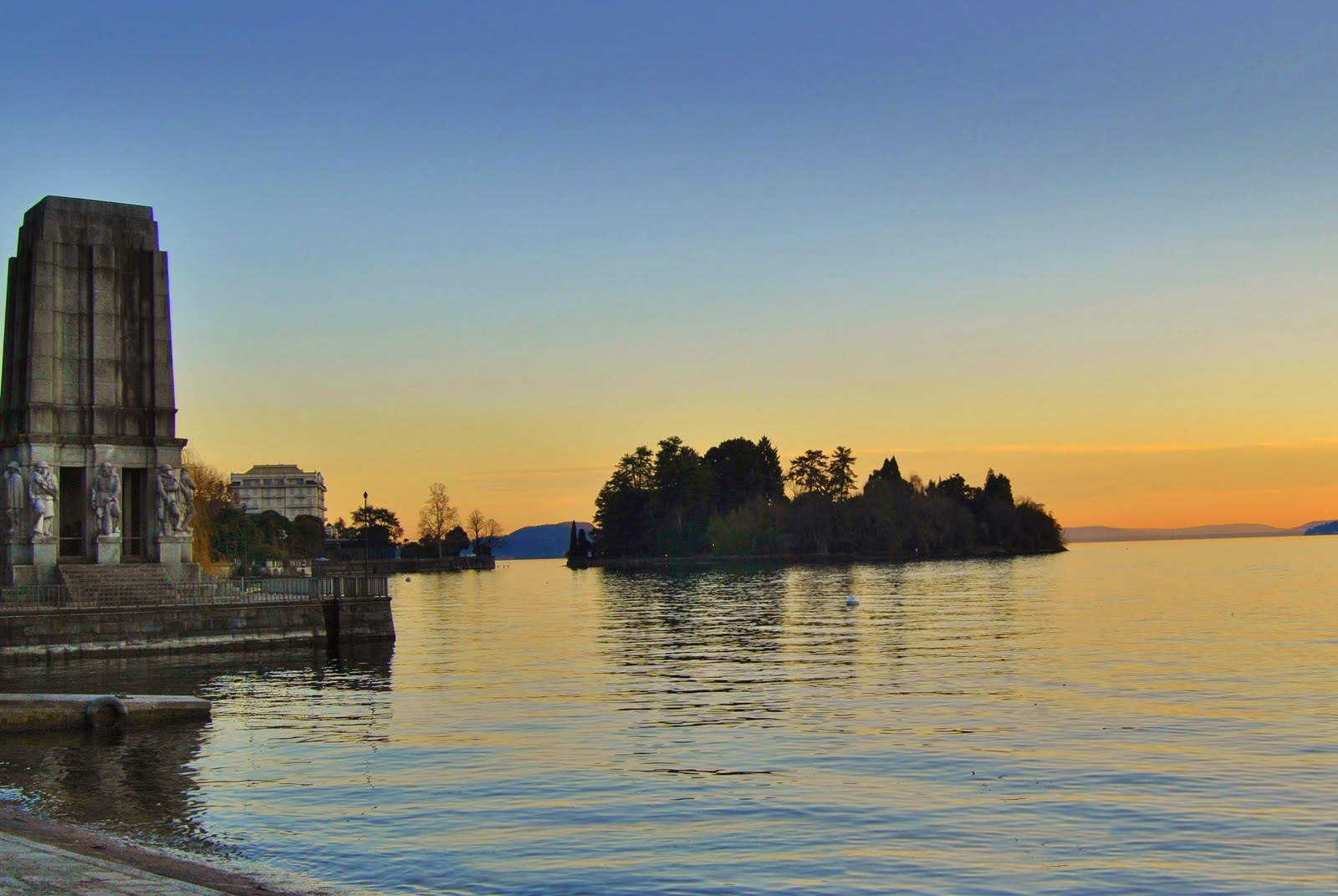
Lungolago Pallanza (Mausoleo Cadorna e isolino di San Giovanni)
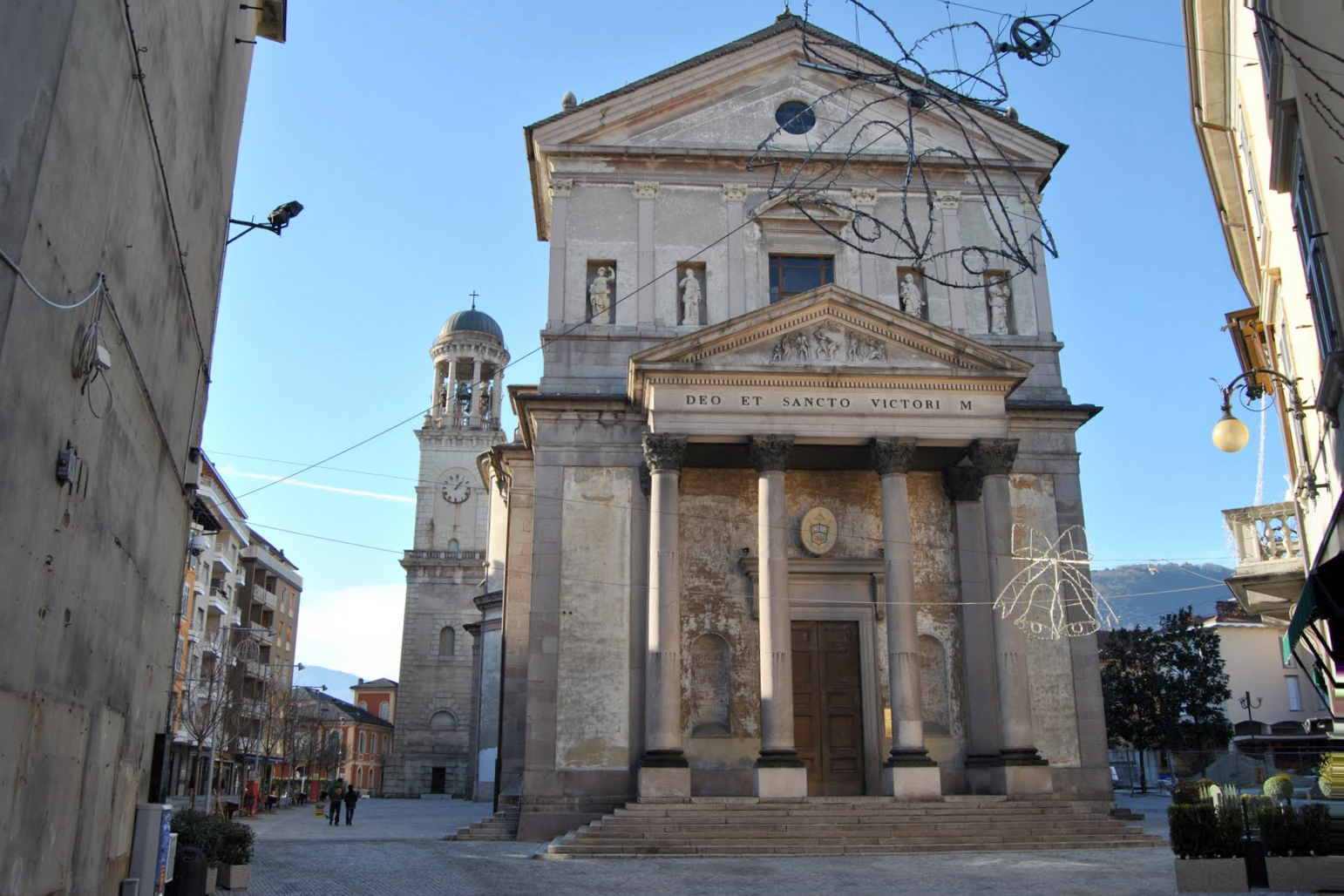
Chiesa di San Vittore
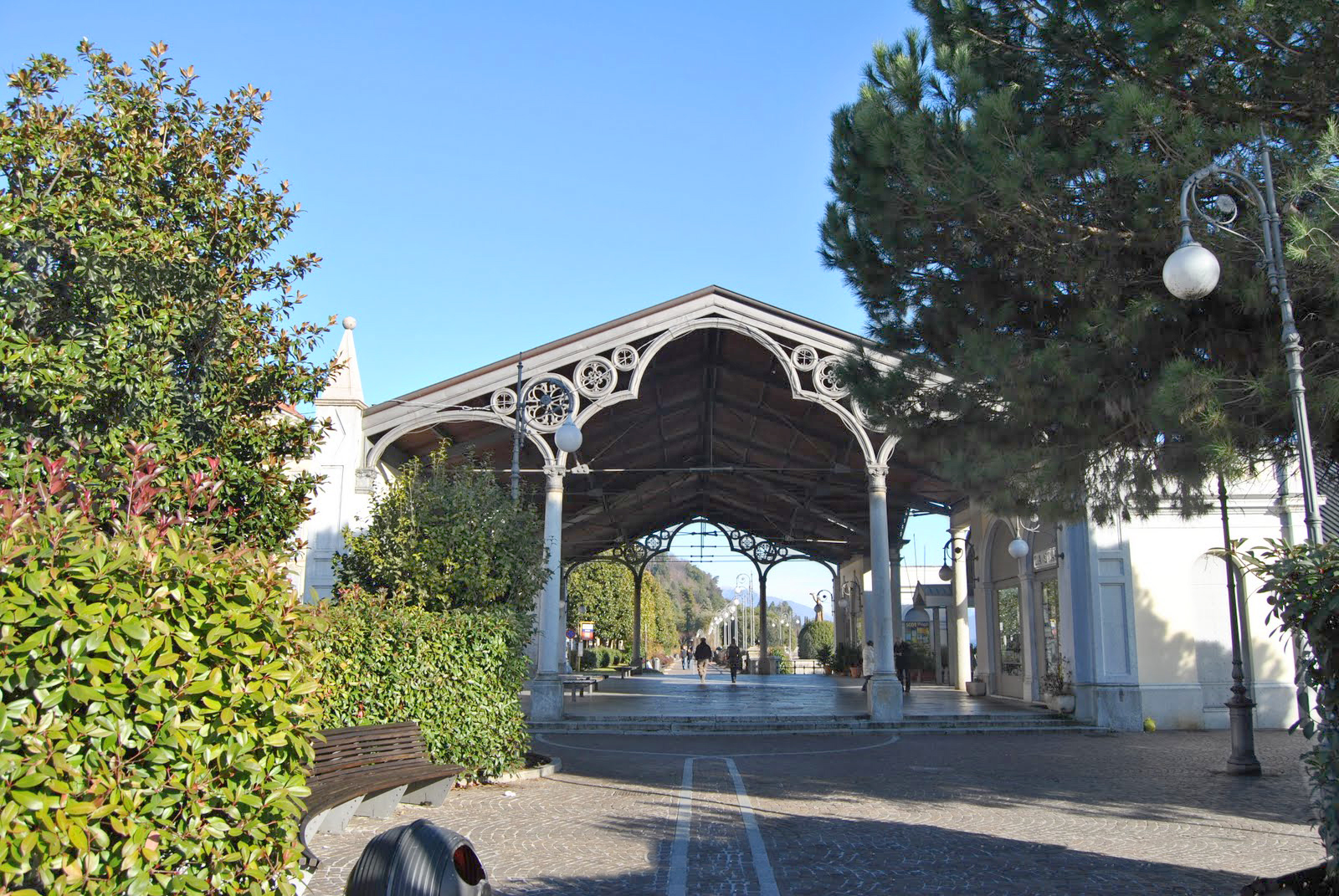
Vecchio imbarcadero di Intra
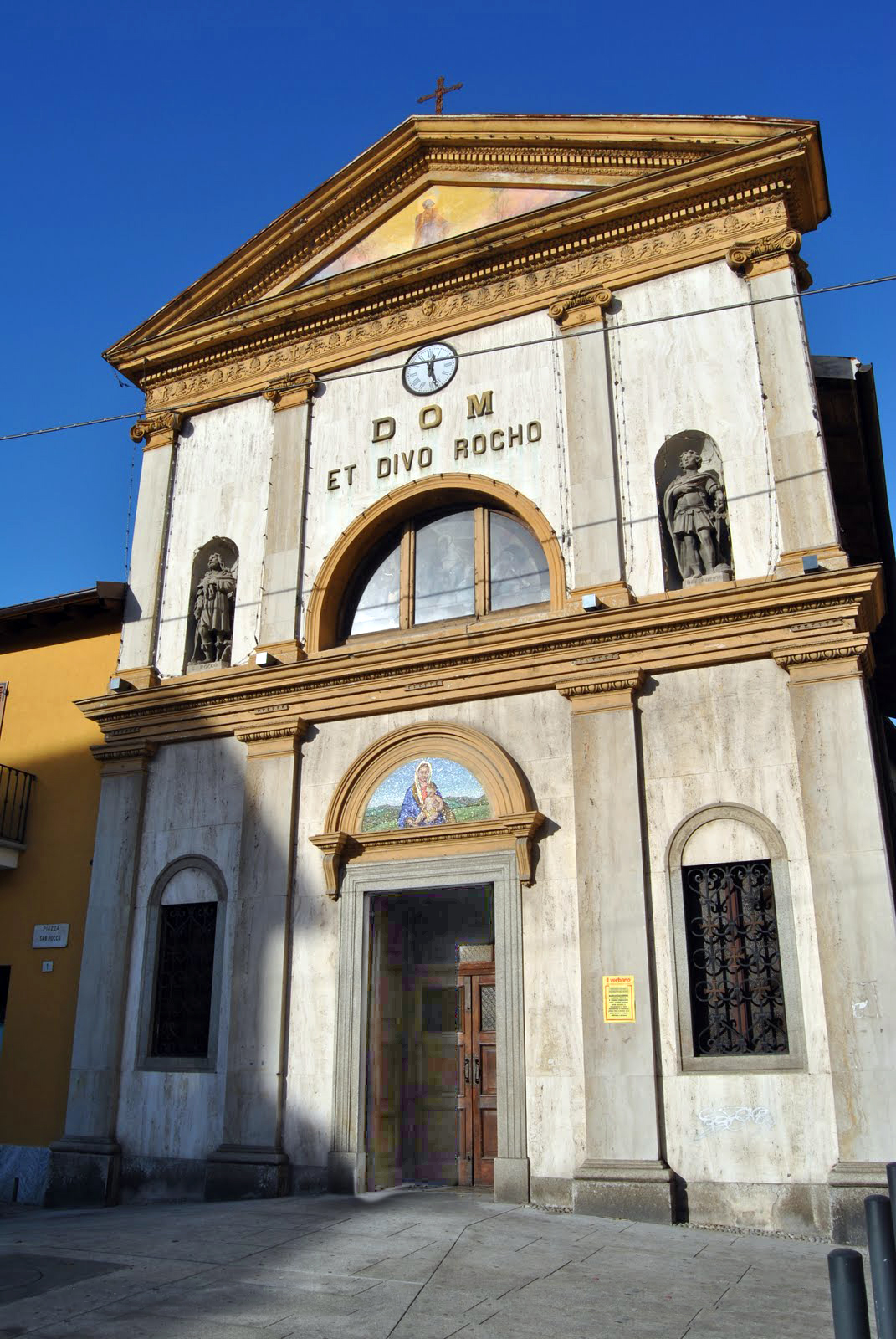
Chiesa di San Rocco